# René Faure
René Faure, né le 8 août 1927 à Gap et mort le 19 septembre 2010 à Mont-de-Lans, est un homme politique et un homme d’affaires français.

## Biographie
Résistant, décoré de la Croix de guerre, il devient directeur de la station des Deux Alpes en 1957. Maire de Mont-de-Lans de 1965 à 1995, il a fortement contribué au développement de la station. Il devint par ailleurs en 1970 gérant d'un hôtel qu’il a créé avec sa femme. Il fut membre du comité d’organisation des Jeux olympiques de Grenoble en 1968 et président de l’Association des maires de stations de sports d’hiver. Son engagement public est reconnu par l’ordre national du Mérite.